# Măcărești (okręg Alba)
Măcărești – wieś w Rumunii, w okręgu Alba, w gminie Ponor. W 2011 roku liczyła 33 mieszkańców.